# Soppananjärvi
Soppananjärvi eller Soppanajärvi är en sjö i Finland. Den ligger i kommunen Ranua i landskapet Lappland, i den norra delen av landet, 700 km norr om huvudstaden Helsingfors. Soppananjärvi ligger 177,7 meter över havet. Arean är 57,4 hektar och strandlinjen är 4,2 kilometer lång. Sjön  ingår i Simo älvs huvudavrinningsområde. 
Soppananjärvi ingår tillsammans med delar av Simojärvi i området Simojärvi och Soppana, skyddat genom strandskyddsprogrammet, programmet för skydd av gamla skogar och Natura 2000. Soppanas andel av Natura-området är 11 km². På området finns infrastruktur för friluftsliv, såsom stugor, lägereldsplatser och båtramper.